# Hello (Google)
Hello foi um comunicador instantâneo do Google desativado em 2008 que permitia o compartilhamento interativo de imagens entre amigos e familiares. Além de integrar um chat, possibilitando que os usuários do programa possam conversar durante o compartilhamento das imagens. Hello fazia parte integrante do Picasa.
Em março de 2014 voltou como rede social criada pelo engenheiro de software Orkut Buyukkokten (criador do Orkut), juntamente com outros engenheiros ex-Google fundaram a startup Hello Network. O app da rede social foi desenvolvido para os sistemas operacionais Android e IOS.